# Гзовский, Михаил Владимирович
Михаил Владимирович Гзовский (17 декабря 1919, Ростов-на-Дону — 1971, Москва) — советский геолог и геофизик, один из основоположников современной тектонофизики, экспериментатор, педагог. Доктор геолого-минералогических наук, профессор. Заведующий лабораторией тектонофизики Института физики Земли имени О. Ю. Шмидта АН СССР (с 1965).

## Биография
Родился в 1919 году в Ростове-на-Дону, в семье коренных москвичей, оказавшихся там в силу жизненных обстоятельств периода Гражданской войны.
Отец  Гзовский Владимир Владимирович,
мать  Гзовская Нина Михайловна (Авилова).
Внук Л. А. Авиловой..
В 1938 году Гзовский поступил в Московский геолого-разведочный институт (МГРИ), где стал учиться с большим увлечением. Уже тогда, по отзывам ряда преподавателей (В. В. Меннера (1905—1989) и др.) он был одним из самых талантливых студентов своего поколения.
Ещё будучи студентом Гзовский начинает вести полевые исследования, участвует в работах Северо-Кавказской экспедиции МГРИ под руководством Д. С. Кизевальтера (1912—1987) и М. В. Муратова (1908—1982), в 1941 году составляет геологическую карту северо-восточного Приэльбрусья.
Последние годы учёбы пришлись на период Великой Отечественной войны. В 1943 году по окончании МГРИ направлен военным геологом в составе военно-геологического отряда «Спецгео» на Центральный фронт. С фронта, в результате тяжёлого заболевания, попадает в госпиталь. После госпиталя поступает в аспирантуру МГРИ, где его научным руководителем становится профессор В. В. Белоусов (1907—1990).
В 1947—1950 преподавал в МГРИ. С 1950 работал в Геофизическом институте АН СССР. Одновременно в 1951—1965 читал курс лекций по тектонофизике в МГУ.
В 1964 возглавил тектонофизическую группу и руководил сейсмо-тектонической частью работ в районе строительства ГЭС в Таджикистане.
В 1965 основал и возглавил лабораторию тектонофизики Института физики Земли АН СССР, оставаясь её заведующим до конца жизни.
Умер в 1971 году. Похоронен на Востряковском кладбище.

## Научный вклад
Первые исследования Гзовского носили регионально-геологический характер. В силу своих широких научных взглядов он вскоре полностью перешёл на разработку тектонических проблем, связанных, главным образом, с вопросами тектонофизики и моделирования тектонических процессов.
Гзовский ввёл понятие «тектонические поля напряжений» и разработал методы их изучения. Также рассмотрел ряд вопросов, связанных с поисками и разведкой месторождений полезных ископаемых. Им были предложены критерии установления сейсмической опасности по тектоническим показателям.
Гзовский сконструировал первые физические приборы для испытания материалов и моделей, используемых в тектонофизике.
Он также является одним из авторов поляризационно-оптического метода изучения напряжений в пластически деформирующихся моделях.

Могила Гзовского на Востряковском кладбище Москвы.

## Память
Лаборатория тектонофизики Института физики Земли РАН носит имя своего основателя М. В. Гзовского.